# 1983 (serie de televisión)
1983 es una serie de televisión polaca original de Netflix creada y escrita por Joshua Long, basada en una idea de Long y Maciej Musiał, ambientada en una línea de tiempo alternativa en la que la caída de la República Popular Polaca comunista nunca sucedió y el Telón de Acero todavía está en pie. Es la primera serie original polaca de Netflix, que produjo ocho episodios y se lanzaron el 30 de noviembre de 2018.

## Sinopsis
La serie está ambientada en 2003; en 1983 había tenido lugar un ataque terrorista conjunto en las ciudades polacas de Varsovia, Gdańsk y Cracovia que alteró el curso de la historia. En la serie el Bloque del Este todavía se mantiene y la Guerra Fría no ha terminado. El estudiante de derecho Kajetan (Maciej Musiał) y el investigador policial Anatol (Robert Więckiewicz) descubren una conspiración que podría iniciar una revolución.
Buena serie

## Reparto

### Principal
- Maciej Musiał como Kajetan Skowron[3]
- Robert Więckiewicz como Anatol Janów
- Michalina Olszańska como Ofelia Ibrom
- Zofia Wichłacz como Karolina Lis
- Andrzej Chyra como Władysław Lis

### Secundarios
- Ewa Błaszczyk como Maria Gierowska[3]
- Edyta Olszówka como Julia Stępińska
- Agnieszka Żulewska como Maja Skowron
- Wojciech Kalarus como Mikołaj Trojan
- Mirosław Zbrojewicz como Kazimierz Świętobór
- Agnieszka Glińska como Angelika Torzecka
- Patrycja Volny como Dana Rolbiecki
- Vu Le Hong como Bao Chu («Tío»)
- Clive Russell como William Keating
- Mateusz Kościukiewicz como Kamil Zatoń

## Producción
El rodaje de la serie se realizó en Varsovia, Lublin, Łódź (Palacio de Poznański), así como Breslavia, en el castillo de Książ en Wałbrzych y otros lugares en la Baja Silesia. El 6 de marzo de 2018, Netflix anunció que la serie estaba en producción y consistiría en 8 episodios. El 2 de octubre de 2018 se lanzó el primer avance y la serie se estrenó a nivel mundial el 30 de noviembre.